# Аплечеевы
Аплечеевы — русский дворянский род.
Фамилии Аплечеевых многия в древния времена служили российскому престолу дворянские службы в разных чинах и жалованы от государей поместьями. Происшедший от сего рода Михайло Дмитриев Аплечеев написан в списку (1634) 7142 года в числе дворян и детей боярских и верстан поместным окладом.

## Описание герба
Гербовый щит разделён на четыре части. В верхней половине, в правом голубом поле — изображён золотой крест и под ним — серебряный полумесяц, обращённый рогами вниз; в левом серебряном поле — крестообразно положены чёрные шпага и ключ.
В нижней половине — в серебряном и красном полях находится крепость с тремя на ней башнями, переменными с полями цветов, то есть в красном — серебряная, в серебряном — красная.
Щит увенчан дворянским шлемом и короною, в нашлемнике которой — два чёрные крыла и между ними серебряное сердце с пламенем. Намёт — серебро с красным. Щитодержцы: слева — лев, справа — воин в латах. Герб рода Аплечеевых внесён в Часть 6 Общего гербовника дворянских родов Всероссийской империи, стр. 72.